# Bob Sweikert
Robert Charles Sweikert ( Los Angeles, Kalifornija, SAD, 20. svibnja 1926. – Salem, Indiana, SAD, 17. lipnja 1956. ) bio je američki vozač automobilističkih utrka.